# Il tempo che resta
Il tempo che resta (Le temps qui reste) è un film del 2005 scritto e diretto da François Ozon, secondo film della "trilogia del lutto" iniziata con Sotto la sabbia.
È stato presentato al Festival di Cannes 2005 nella sezione Un Certain Regard.

## Trama
Romain, un fotografo di moda trentunenne, omosessuale, scopre di essere malato terminale, gli restano solamente tre mesi di vita. Dopo un consulto con il medico, decide di rifiutare le cure per il suo tumore, ormai allo stato avanzato e diffuso in vari organi. La cura gli avrebbe dato comunque pochissime speranze di guarigione (meno del 5%).
Alla notizia, che ha un effetto dirompente sulla sua vita, reagisce chiudendosi sempre più in se stesso: lascia il lavoro, allontana il compagno Sasha e fa di tutto per inimicarsi e ferire la sorella. Non comunica a nessuno la gravità della sua malattia e decide di isolarsi dalla sua famiglia. L'unica persona con cui riesce a confidarsi è sua nonna Laura.
Mentre è in viaggio per raggiungere la nonna, incontra Jany che lavora come cameriera in un bar. La donna, concorde con il marito sterile, gli chiede di aiutarli a fare un bambino. Dopo una prima resistenza, Romain accetta di fare l'amore con la ragazza, a condizione che partecipi anche il marito. Jany rimarrà incinta.
Prima di morire, Romain riallaccerà i rapporti con la sorella e farà testamento, riconoscendo il figlio e designandolo quale erede universale.

## Riconoscimenti
- 2005, Valladolid International Film Festival (Seminci)[2]:
  - Lancia d'argento - François Ozon
  - Miglior attore - Melvil Poupaud